# نامی سبزواری
نامی سبزواری از شاعران سدهٔ نهم ایران بوده که برای تفنن شعر می‌گفته.
امیر علی‌شیر نوائی او را در خوش‌نویسی و انشاء بی‌نظیر نامیده‌است.

## نمونه شعر
لافد ز خطت نافه، زهی بی‌سروپائی
غماز سیه‌باطنِ مادر به‌خطائی

## منبع
بر پایهٔ داده‌هایی در: لغت‌نامهٔ دهخدا، سرواژهٔ نامی سبزواری.